# Обсерватория Бойдена
Обсерватория Бойдена — астрономическая обсерватория, основанная в 1899 году Гарвардским университетом (Гарвардская обсерватория). Сейчас обсерватория располагается около города Блумфонтейн, Фри-Стейт, ЮАР.

## Руководители обсерватории
- 1927—1951 — Иоаннис Параскевопулос — первый директор обсерватории

## История обсерватории
Обсерватория была основана в 1889 году около города Лима, Перу. Но в октябре 1890 года была переведена в Арекипа, Перу и получила название — Арекипская обсерватория. В 1927 году обсерватория переехала на своё современное место около города Блумфонтейн, ЮАР. Обсерватория управляется Университетом свободного государства. Обсерватория была названа в честь en:Uriah A. Boyden, который завещал Обсерватории Гарвардского колледжа на астрономические цели 238 000$. Активное участие в выборе мест для обсерватории в Перу и в ЮАР принимал en:Solon Irving Bailey.
В обсерватории установлен третий по размерам оптический телескоп в Южной Африке — 1,5-м телескоп.
Кэтрин Брюс пожертвовала 50000$ на постройку 24-дюймового телескопа в обсерватории.

## Инструменты обсерватории
- 1.5-м телескоп UFS-Бойден-Рокфеллер рефлектор системы Кассегрена. Установлен в 1933 году. (зеркало до начала XX века принадлежало английскому любителю астрономии Эндри Коммону)
- 61-см f/5.6 астрограф Брюс (Bruce Astrograph, 1893г) — 24-дюймовый рефлектор — (нет уверенности что инструмент сейчас есть)
- 33-см рефрактор назван в честь Элвина Кларка
- 25-см Metcalf триплет
- 40-см Nishimura рефлектор (F = 8м)
- 40-см роботизированный телескоп «Наблюдатель» (f/14.25) — спектральные наблюдения гамма-всплесков — установлен в апреле 2006 года
- 20-см солнечный телескоп «Coelostat»

## Направления исследований
- Звездная астрономия
- Млечный Путь
- Спектральные наблюдения гамма-всплесков

## Основные достижения
- Открытие 4-х астероидов

| Открытые астероиды: 4 | Открытые астероиды: 4 |
| --------------------- | --------------------- |
| (4301) Бойден         | 7 августа 1966        |
| 5298 Paraskevopoulos  | 7 августа 1966        |
| 11781 Alexroberts     | 7 августа 1966        |
| 14310 Shuttleworth    | 7 августа 1966        |

- Открытие в 1938 году Карликовой галактики в созвездии Печь.
- Открытие зависимости «Период-светимость» для цефеид на основе наблюдений на 24-дюймовом телескопе обсерватории (Ливитт, Генриетта Суон)
- Участие в проекте en:Probing Lensing Anomalies Network
- Открытие комет: 57P/дю Туа — Неуймина — Дельпорта, 66P/дю Туа и 79P/дю Туа — Хартли
- Обнаружение сверхскопления галактик Сверхскопление Шепли

## Известные сотрудники
- Лейтен, Виллем Якоб
- en:Daniel du Toit
- en:Solon Irving Bailey
- de:Hans Elsässer
- Линдсей, Эрик Мервин
- Hans Vehrenberg — любитель астрономии из Германии, который сделал фотографический атлас южного полушария в данной обсерватории